# Fußball-Südwestpokal 2017/18
Der Fußball-Südwestpokal 2017/18 ist die 44. Austragung des Fußballwettbewerbs der Männer. An diesem Turnier sind alle Herrenmannschaften des Südwestdeutschen Fußballverbandes aus der 3. Liga, der Regionalliga Südwest, der Oberliga Rheinland-Pfalz/Saar, den drei Staffeln der Verbandsliga Südwest und den darunter befindlichen Ligen zugelassen.
Der Verbandspokalsieger qualifiziert sich für die 1. Hauptrunde des DFB-Pokals 2018/19.

## Teilnehmende Mannschaften
Folgende Mannschaften nehmen an dem Südwestpokal 2017/18 teil:
| 3. Liga | Regionalliga Südwest | Fußball-Oberliga Rheinland-Pfalz/Saar |
| --- | --- | --- |
| - kein Teilnehmer | - TSV Schott Mainz - VfR Wormatia Worms | - FK 03 Pirmasens - FV Dudenhofen - SC 07 Idar-Oberstein - SV Morlautern - TuS Mechtersheim - TSG Pfeddersheim - SV Gonsenheim |
| Verbandsliga | Landesliga | Bezirksliga |
| - ASV Fußgönheim - ASV Winnweiler - BFV Hassia Bingen - FC Arminia 03 Ludwigshafen - FC Bienwald Kandel - FC Speyer 09 - Ludwigshafener SC - SC Hauenstein - SG Eintracht Bad Kreuznach - SG Rieschweiler - SG RWO Alzey - SV Alemannia Waldalgesheim - TB Jahn Zeiskam - TuS Hohenecken - TuS Rüssingen - SV Herschberg                                                                                                 | - BSC Oppau - DJK SV Phönix Schifferstadt - FC Fehrbach - FC Fortuna Mombach - FSV Offenbach - FSV Schifferstadt - Karadeniz Bad Kreuznach - SG Alsenztal - SG Eppenbrunn - SG Hüffelsheim - SG Meisenheim/Desloch-Jeckenbach - Sportfreunde Bundenthal - SV Geinsheim - SV Mackenbach - SV Nanz-Dietschweiler - SV Rodenbach - SV Rülzheim - SV Schopp - SV Steinwenden - SV Türkgücü Ippesheim - SV Viktoria Herxheim - TSC Zweibrücken - TSG 1846 Bretzenheim - TSV Gau-Odernheim - TuS Altleiningen - TuS Marienborn - VB Zweibrücken - VfB Bodenheim - VfB Reichenbach - VfR Baumholder - VfR Grünstadt - VfR Kirn | - 1. FC 08 Haßloch - ASV Maxdorf - Bollenbacher SV - FC Basara Mainz - FC Brücken - FC Dahn - FC Merxheim - FC Lustadt - FG 08 Mutterstadt - FSV Freimersheim - FSV Saulheim - FV Berghausen - FV Freinsheim - FV Rockenhausen - FV Weilerbach - SC Birkenfeld - SC Weselberg - SG Eintracht Herrnsheim - SG Hoppstädten/Weiersbach - SV Kirchheimbolanden/Orbis - SG Oberarnbach/Obernheim/Kircharnbach - SG Schmittweiler-Callbach/Reiffelbach-Roth - SG Weinsheim - SpVgg Ingelheim - SV Büchelberg - SV Gimbsheim - SV Guntersblum - SV Hermersberg - SV Hinterweidenthal - SV Italclub Mainz - SV Klein-Winternheim - SV Südwest Ludwigshafen - SV Weisenheim/Sand - SV Winterbach - SVW Mainz - TSG Jockgrim - TSG Kaiserslautern - TSV Fortuna Billigheim-Ingenheim - TSV Lalo-Laubenheim - TSV Zornheim - TuS Bedesbach-Patersbach - TuS Hackenheim - TuS Mörschied - TuS Landstuhl - TuS Knittelsheim - TuS Steinbach - VfB Hassloch - VfL Fontana Finthen - VfL Gundersheim - VfL Weierbach - VfR Kaiserslautern - VTG Queichhambach |
| Kreisliga | | |
| - FC Bavaria Wörth - FC Hohl Idar-Oberstein - FC Otterbach - FV Heiligenstein - FV Kusel - FV Queichheim - SC Alemannia Maudach - SG Appeltal - SG Guldenbachtal - SG Idarwald - SNK Bosnjak Mainz - SV Heimbach - SV Medard - SV Spesbach - SV Suryoye Worms - SW Mauchenheim - TSG Planig - TSG Trippstadt - TSVgg Stadecken-Elsheim - TuS Hochheim - TuS Maikammer - TuS Massweiler - TSV Wackernheim - VfB Iggelheim | | |

## Termine
Die Spielrunden wurden an folgenden Terminen ausgetragen:
- 1. Runde: 27. Juli – 6. August 2017
- 2. Runde: 16.-30. August 2017
- 3. Runde: 5.-13. September 2017
- 4. Runde: 19.-27. September 2017
- Achtelfinale: 18. Oktober – 8. November 2017
- Viertelfinale: 22. November 2017
- Halbfinale: 14. März 2018/4. April 2018
- Finale: 21. Mai 2018

## 1. Runde
| Datum                 |                                  | Ergebnis                          |                                            |
| --------------------- | -------------------------------- | --------------------------------- | ------------------------------------------ |
| 27.07.2017, 19:30 Uhr | FSV Saulheim                     | 0:3 (0:1)                         | VfB Bodenheim                              |
| 30.07.2017, 15:00 Uhr | SV Gimbsheim                     | 2:3 (0:1)                         | SV Suryoye Worms                           |
| 01.08.2017, 18:30 Uhr | SV Hermersberg                   | 4:3 n. V. (0:0, 1:1)              | VB Zweibrücken                             |
| 02.08.2017, 18:30 Uhr | SG Weinsheim                     | 4:1 (1:1)                         | FC Merxheim                                |
| 03.08.2017, 19:00 Uhr | FG 08 Mutterstadt                | 0:1 (0:0)                         | DJK-SV Schifferstadt                       |
| 04.08.2017, 18:30 Uhr | VfB Iggelheim                    | 2:1 n. V. (0:1, 1:1)              | VfB Hassloch                               |
| 04.08.2017, 19:00 Uhr | FC Otterbach                     | 1:3 (0:3)                         | TSG Kaiserslautern                         |
| 04.08.2017, 19:00 Uhr | SG Guldenbachtal                 | 2:0 (2:0)                         | SV Winterbach                              |
| 04.08.2017, 19:15 Uhr | SV Medard                        | 3:3 n. V. (1:1, 2:2) (6:8 n. E.)  | SG Schmittweiler-Callbach/Reiffelbach-Roth |
| 04.08.2017, 19:30 Uhr | VTG Queichhambach                | 0:2 (0:1)                         | FSV Offenbach                              |
| 04.08.2017, 19:30 Uhr | SV Weisenheim/Sand               | 0:2 (0:0)                         | VfR Grünstadt                              |
| 04.08.2017, 19:30 Uhr | ASV Maxdorf                      | 1:2 (0:1)                         | TuS Altleiningen                           |
| 04.08.2017, 19:30 Uhr | SV Südwest Ludwigshafen          | 4:3 (2:0)                         | BSC Oppau                                  |
| 05.08.2017, 15:00 Uhr | SV Hinterweidenthal              | 1:3 (0:3)                         | SG Eppenbrunn                              |
| 05.08.2017, 17:00 Uhr | FV Weilerbach                    | 0:6 (0:2)                         | SV Mackenbach                              |
| 05.08.2017, 17:00 Uhr | TuS Hochheim                     | 4:5 n. V. (0:0, 4:4)              | SG Eintracht Herrnsheim                    |
| 05.08.2017, 17:00 Uhr | SG Idarwald                      | 1:3 n. V. (0:1, 1:1)              | FC Brücken                                 |
| 05.08.2017, 17:00 Uhr | SV Türkgücü Ippesheim            | 2:0 (2:0)                         | SG Alsenztal                               |
| 05.08.2017, 18:00 Uhr | FC Hohl Idar-Oberstein           | 4:0 (2:0)                         | VfL Weierbach                              |
| 05.08.2017, 19:30 Uhr | SV Guntersblum                   | 0:3 (0:0)                         | TSV Gau-Odernheim                          |
| 06.08.2017, 15:00 Uhr | TuS Knittelsheim                 | 0:4 (0:1)                         | SV Viktoria Herxheim                       |
| 06.08.2017, 15:00 Uhr | TuS Landstuhl                    | 4:3 n. V. (3:1, 3:3)              | SV Steinwenden                             |
| 06.08.2017, 15:00 Uhr | TuS Mörschied                    | 2:3 (2:1)                         | Bollenbacher SV                            |
| 06.08.2017, 15:30 Uhr | FV Kusel                         | 1:3 (1:0)                         | SV Rodenbach                               |
| 06.08.2017, 16:00 Uhr | TSG Planig                       | 1:8 (0:3)                         | TuS Hackenheim                             |
| 06.08.2017, 17:00 Uhr | FC Bavaria Wörth                 | 0:4 (0:2)                         | SV Büchelberg                              |
| 06.08.2017, 17:00 Uhr | FV Heiligenstein                 | 1:3 (1:1)                         | TSV Gau-Odernheim                          |
| 06.08.2017, 17:00 Uhr | FV Heiligenstein                 | 3:2 (1:1)                         | FV Berghausen                              |
| 06.08.2017, 17:00 Uhr | TuS Maikammer                    | 0:5 (0:3)                         | 1. FC 08 Hassloch                          |
| 06.08.2017, 17:00 Uhr | FV Queichheim                    | 0:6 (0:3)                         | TSG Jockgrim                               |
| 06.08.2017, 17:00 Uhr | TSV Fortuna Billigheim-Ingenheim | 0:3 (0:3)                         | SV Rülzheim                                |
| 06.08.2017, 17:00 Uhr | FC Lustadt                       | 0:1 (0:0)                         | SV Geinsheim                               |
| 06.08.2017, 17:00 Uhr | SC Alemannia Maudach             | 4:4 n. V. (2:0, 3:3) (9:10 n. E.) | FV Freinsheim                              |
| 06.08.2017, 17:00 Uhr | SG Appeltal                      | 0:1 (0:0)                         | SG Kirchheimbolanden/Orbis                 |
| 06.08.2017, 17:00 Uhr | FV Rockenhausen                  | 3:2 (1:2)                         | TuS Steinbach                              |
| 06.08.2017, 17:00 Uhr | TSG Trippstadt                   | 1:4 (1:1)                         | VfR Kaiserslautern                         |
| 06.08.2017, 17:00 Uhr | FC Dahn                          | 0:6 (0:4)                         | Sportfreunde Bundenthal                    |
| 06.08.2017, 17:00 Uhr | TuS Massweiler                   | 0:4 (0:2)                         | SG Oberarnbach/Obernheim/Kircharnbach      |
| 06.08.2017, 17:00 Uhr | SC Weselberg                     | 0:4 (0:3)                         | FC Fehrbach                                |
| 06.08.2017, 17:00 Uhr | S Spesbach                       | 1:4 (0:2)                         | VfB Reichenbach                            |
| 06.08.2017, 17:00 Uhr | TuS Bedesbach-Patersbach         | 0:1 (0:1)                         | SV Nanz-Dietschweiler                      |
| 06.08.2017, 17:00 Uhr | SNK Bosnjak Mainz                | 1:0 (0:0)                         | TSG Hechtsheim                             |
| 06.08.2017, 17:00 Uhr | SV Italclub Mainz                | 1:2 (0:1)                         | TuS Marienborn                             |
| 06.08.2017, 17:00 Uhr | TSVgg Stadecken-Elsheim          | 3:3 (2:2, 3:3) (8:7 n. E.)        | SVW Mainz                                  |
| 06.08.2017, 17:00 Uhr | FC Basara Mainz                  | 0:2 (0:2)                         | FC Fortuna Mombach                         |
| 06.08.2017, 17:00 Uhr | SV Klein-Winternheim             | 1:4 (1:0)                         | VfL Fontana Finthen                        |
| 06.08.2017, 17:00 Uhr | SpVgg Ingelheim                  | 2:0 (1:0)                         | TSG 1846 Bretzenheim                       |
| 06.08.2017, 17:00 Uhr | TSV Wackernheim                  | 5:1 n. V. (0:1, 1:1)              | TSV Zornheim                               |
| 06.08.2017, 17:00 Uhr | SV Heimbach                      | 1:14 (1:4)                        | VfR Baumholder                             |
| 06.08.2017, 17:00 Uhr | TSV Lalo-Laubenheim              | 1:7 (1:4)                         | SG Hüffelsheim                             |
| 06.08.2017, 18:00 Uhr | SV Mauchenheim                   | 4:4 n. V. (0:1, 3:3) (7:5 n. E.)  | VfL Gundersheim                            |

## 2. Runde
| Datum                 |                                            | Ergebnis                         |                                  |
| --------------------- | ------------------------------------------ | -------------------------------- | -------------------------------- |
| 16.08.2017, 19:30 Uhr | SV Suryoye Worms                           | 3:0 (0:0)                        | SG Eintracht Herrnsheim          |
| 22.08.2017, 18:00 Uhr | VfB Iggelheim                              | 0:2 (0:0)                        | FSV Schifferstadt                |
| 22.08.2017, 19:30 Uhr | VfR Grünstadt                              | 2:0 (1:0)                        | SV Horchheim                     |
| 23.08.2017, 18:00 Uhr | SV Büchelberg                              | 0:2 (0:2)                        | SV Viktoria Herxheim             |
| 23.08.2017, 18:00 Uhr | 1. FC 08 Hassloch                          | 2:0 (0:0)                        | DJK-SV Schifferstadt             |
| 23.08.2017, 18:00 Uhr | SG Eppenbrunn                              | 2:0 (2:0)                        | TSC Zweibrücken                  |
| 23.08.2017, 18:00 Uhr | SG Guldenbachtal                           | 5:1 (3:1)                        | SG Weinsheim                     |
| 23.08.2017, 18:30 Uhr | SV Nanz-Dietschweiler                      | 0:3 (0:1)                        | SV Mackenbach                    |
| 23.08.2017, 19:00 Uhr | FSV Freimersheim                           | 2:5 (1:3)                        | SV Rülzheim                      |
| 23.08.2017, 19:00 Uhr | SV Ruchheim                                | 0:3 (0:2)                        | SV Südwest Ludwigshafen          |
| 23.08.2017, 19:00 Uhr | SV Oberarnbach/Obernheim/Kircharnbach      | 3:1 (3:1)                        | FC Fehrbach                      |
| 23.08.2017, 19:00 Uhr | VfB Reichenbach                            | 2:0 (1:0)                        | SV Rodenbach                     |
| 23.08.2017, 19:00 Uhr | TuS Landstuhl                              | 6:1 (2:0)                        | SV Schopp                        |
| 23.08.2017, 19:00 Uhr | TSV Wackernheim                            | 3:6 (2:2)                        | VfB Bodenheim                    |
| 23.08.2017, 19:00 Uhr | FC Hohl Idar-Oberstein                     | 0:1 (0:0)                        | VfR Kirn                         |
| 23.08.2017, 19:00 Uhr | SG Schmittweiler-Callbach/Reiffelbach-Roth | 1:3 (1:1)                        | SG Meisenheim/Desloch-Jeckenbach |
| 23.08.2017, 19:00 Uhr | SV Türkgücü Ippesheim                      | 2:1 (1:1)                        | SG Hüffelsheim                   |
| 23.08.2017, 19:30 Uhr | TSG Jockgrim                               | 2:5 (1:2)                        | FSV Offenbach                    |
| 23.08.2017, 19:30 Uhr | SG Kirchheimbolanden/Orbis                 | 4:0 (0:0)                        | FV Rockenhausen                  |
| 23.08.2017, 19:30 Uhr | SV Hermersberg                             | 2:0 (1:0)                        | Sportfreunde Bundenthal          |
| 23.08.2017, 19:30 Uhr | SNK Bosnjak Mainz                          | 4:7 (1:0)                        | TuS Marienborn                   |
| 23.08.2017, 19:30 Uhr | TSVgg Stadecken-Elsheim                    | 2:4 (1:2)                        | FC Fortuna Mombach               |
| 23.08.2017, 19:30 Uhr | VfL Fontana Finthen                        | 0:4 (0:1)                        | SpVgg Ingelheim                  |
| 23.08.2017, 19:30 Uhr | SG Hoppstädten/Weiersbach                  | 1:3 (1:0)                        | VfR Baumholder                   |
| 23.08.2017, 19:30 Uhr | Bollenbacher SV                            | 4:1 (2:1)                        | FC Brücken                       |
| 23.08.2017, 19:30 Uhr | TuS Hackenheim                             | 2:2 n. V. (2:1, 2:2) (8:7 n. E.) | Karadeniz Bad Kreuznach          |
| 29.08.2017, 19:30 Uhr | SW Mauchenheim                             | 1:3 (1:1)                        | TSV Gau-Odernheim                |
| 30.08.2017, 19:30 Uhr | FV Heiligenstein                           | 1:4 (0:3)                        | SV Geinsheim                     |
| 30.08.2017, 19:30 Uhr | FV Freinsheim                              | 1:2 (0:2)                        | TuS Altleiningen                 |
| 30.08.2017, 19:30 Uhr | TSG Kaiserslautern                         | 2:0 (2:0)                        | VfR Kaiserslautern               |

## 3. Runde
| Datum                 |                            | Ergebnis                       |                                       |
| --------------------- | -------------------------- | ------------------------------ | ------------------------------------- |
| 05.09.2017, 19:30 Uhr | SV Mackenbach              | 2:1 (1:1)                      | TuS Rüssingen                         |
| 05.09.2017, 19:30 Uhr | VfB Bodenheim              | 2:1 (1:1)                      | BFV Hassia Bingen                     |
| 05.09.2017, 19:30 Uhr | TuS Marienborn             | 5:1 (2:0)                      | SG RWO Alzey                          |
| 05.09.2017, 19:30 Uhr | SpVgg Ingelheim            | 2:3 (2:0)                      | TSV Gau-Odernheim                     |
| 06.09.2017, 17:30 Uhr | FSV Schifferstadt          | 1:2 (0:0)                      | FC Bienwald Kandel                    |
| 06.09.2017, 17:30 Uhr | 1. FC 08 Hassloch          | 0:4 (0:2)                      | FSV Offenbach                         |
| 06.09.2017, 18:00 Uhr | SG Eppenbrunn              | 1:8 (1:3)                      | SC Hauenstein                         |
| 20.09.2017, 19:00 Uhr | Ludwigshafener SC          | 2:3 (2:1)                      | TB Jahn Zeiskam                       |
| 06.09.2017, 19:00 Uhr | TuS Landstuhl              | 2:2 n.V (1:1, 1:1) (7:8 n. E.) | VfB Reichenbach                       |
| 06.09.2017, 19:00 Uhr | SG Kirchheimbolanden/Orbis | 2:1 (1:1)                      | SV Herschberg                         |
| 06.09.2017, 19:00 Uhr | ASV Winnweiler             | 1:2 (0:1)                      | TuS Hohenecken                        |
| 06.09.2017, 19:00 Uhr | SV Türkgücü Ippesheim      | 0:4 (0:1)                      | SG Meisenheim/Desloch-Jeckenbach      |
| 06.09.2017, 19:00 Uhr | SG Guldenbachtal           | 1:3 (0:0)                      | VfR Baumholder                        |
| 06.09.2017, 19:00 Uhr | TSG Kaiserslautern         | 6:3 (1:1)                      | SG Oberarnbach/Obernheim/Kircharnbach |
| 06.09.2017, 19:15 Uhr | TuS Hackenheim             | 0:2 (0:0)                      | VfR Kirn                              |
| 06.09.2017, 19:15 Uhr | SV Südwest Ludwigshafen    | 1:3 (0:1)                      | FC Speyer 09                          |
| 06.09.2017, 19:30 Uhr | TuS Altleinigen            | 2:1 n. V. (1:0, 1:1)           | SV Rülzheim                           |
| 06.09.2017, 19:30 Uhr | Bollenbacher SV            | 2:3 (0:2)                      | SG Eintracht Bad Kreuznach            |
| 07.09.2017, 20:00 Uhr | SV Suryoye Worms           | 1:5 (0:4)                      | FC Arminia 03 Ludwigshafen            |
| 12.09.2017, 19:30 Uhr | VfR Grünstadt              | 2:0 (2:0)                      | SV Geinsheim                          |
| 13.09.2017, 19:30 Uhr | SV Viktoria Herxheim       | 0:5 (0:2)                      | ASV Fußgönheim                        |
| 13.09.2017, 19:30 Uhr | SV Hermersberg             | 0:2 (0:0)                      | SG Rieschweiler                       |
| 13.09.2017, 19:30 Uhr | FC Fortuna Mombach         | 0:1 (0:1)                      | SV Alemannia Waldalgesheim            |

## 4. Runde
| Datum                 |                                  | Ergebnis             |                      |
| --------------------- | -------------------------------- | -------------------- | -------------------- |
| 19.09.2017, 19:30 Uhr | FK 03 Pirmasens                  | 3:1 (1:0)            | FV Dudenhofen        |
| 20.09.2017, 19:00 Uhr | SV Mackenbach                    | 0:2 (0:2)            | SV Morlautern        |
| 20.09.2017, 19:00 Uhr | SG Kirchheimbolanden/Orbis       | 0:7 (0:3)            | SV Gonsenheim        |
| 20.09.2017, 19:00 Uhr | ASV Fußgönheim                   | 0:5 (0:1)            | SC 07 Idar-Oberstein |
| 20.09.2017, 19:00 Uhr | FSV Offenbach                    | 3:1 (0:0)            | Arminia Ludwigshafen |
| 20.09.2017, 19:30 Uhr | VfR Baumholder                   | 3:2 (2:1)            | FC Speyer 09         |
| 20.09.2017, 19:30 Uhr | SV Alemannia Waldalgesheim       | 1:0 (1:0)            | TSG Pfeddersheim     |
| 20.09.2017, 19:30 Uhr | VfR Kirn                         | 1:4 (1:1)            | TuS Mechtersheim     |
| 20.09.2017, 19:30 Uhr | VfB Bodenheim                    | 2:0 (0:0)            | TSV Altleinigen      |
| 20.09.2017, 19:30 Uhr | SV Meisenheim/Desloch-Jeckenbach | 3:5 (1:2)            | TSV Gau-Odernheim    |
| 20.09.2017, 19:30 Uhr | VfR Grünstadt                    | 0:4 (0:1)            | SC Hauenstein        |
| 26.09.2017, 19:00 Uhr | VfB Reichenbach                  | 1:7 n. V. (1:1, 0:0) | TSV Schott Mainz     |
| 26.09.2017, 19:30 Uhr | TuS Marienborn                   | 4:1 (2:0)            | TuS Hohenecken       |
| 27.09.2017, 19:00 Uhr | SG Eintracht Bad Kreuznach       | 1:4 (1:2)            | VfR Wormatia Worms   |
| 27.09.2017, 19:00 Uhr | TSG Kaiserslautern               | 0:3 (0:2)            | TB Jahn Zeiskam      |
| 27.09.2017, 19:15 Uhr | FC Bienwald Kandel               | 3:2 (2:0)            | SG Rieschweiler      |

## Achtelfinale
| Datum                 |                            | Ergebnis                         |                    |
| --------------------- | -------------------------- | -------------------------------- | ------------------ |
| 18.10.2017, 19:00 Uhr | FK 03 Pirmasens            | 2:3 (0:0)                        | VfR Wormatia Worms |
| 18.10.2017, 20:00 Uhr | SV Alemannia Waldalgesheim | 1:0 n. V.                        | SV Gonsenheim      |
| 24.10.2017, 19:30 Uhr | FSV Offenbach              | 2:5 n. V. (2:2, 1:2)             | TSV Schott Mainz   |
| 25.10.2017, 19:30 Uhr | VfB Bodenheim              | 5:2 (2:1)                        | TB Jahn Zeiskam    |
| 31.10.2017, 14:30 Uhr | SC Hauenstein              | 3:3 n.V (2:2, 1:1) (6:7 n. E.)   | FC Bienwald Kandel |
| 01.11.2017, 19:30 Uhr | TSV Gau-Odernheim          | 1:1 n. V. (1:1, 0:1) (4:2 n. E.) | TuS Marienborn     |
| 08.11.2017, 19:30 Uhr | VfR Baumholder             | 2:1 (1:0)                        | TuS Mechtersheim   |
| 08.11.2017, 19:30 Uhr | SC 07 Idar-Oberstein       | 0:3 (0:1)                        | SV Morlautern      |

## Viertelfinale
| Datum                 |                    | Ergebnis  |                            |
| --------------------- | ------------------ | --------- | -------------------------- |
| 22.11.2017, 19:30 Uhr | FC Bienwald Kandel | 3:2 (2:1) | TSV Schott Mainz           |
| 22.11.2017, 19:30 Uhr | SV Morlautern      | 0:1 (0:0) | VfR Wormatia Worms         |
| 22.11.2017, 19:30 Uhr | VfB Bodenheim      | 2:4 (0:0) | SV Alemannia Waldalgesheim |
| 22.11.2017, 20:00 Uhr | VfR Baumholder     | 1:3 (0:2) | TSV Gau-Odernheim          |

## Halbfinale
| Datum                 |                    | Ergebnis   |                            |
| --------------------- | ------------------ | ---------- | -------------------------- |
| 14.03.2018, 19:00 Uhr | TSV Gau-Odernheim  | 0:1 (0:0)  | SV Alemannia Waldalgesheim |
| 04.04.2018, 19:30 Uhr | FC Bienwald Kandel | 0:10 (0:4) | VfR Wormatia Worms         |

## Finale
| SV Alemannia Waldalgesheim                    | SV Alemannia Waldalgesheim | VfR Wormatia Worms | VfR Wormatia Worms |
| --------------------------------------------- | --- | --- | ------------------ |
| SV Alemannia Waldalgesheim                    | \| 21. Mai 2018 um 12:30 Uhr in EWR-Arena, Worms \| \| Ergebnis: 1:3 n. V. (1:1, 0:1) \| \| Zuschauer: 3.393 \| \| Schiedsrichter: Patrick Kessel (Hüffelsheim) \|     | \| 21. Mai 2018 um 12:30 Uhr in EWR-Arena, Worms \| \| Ergebnis: 1:3 n. V. (1:1, 0:1) \| \| Zuschauer: 3.393 \| \| Schiedsrichter: Patrick Kessel (Hüffelsheim) \|     | VfR Wormatia Worms |
| SV Alemannia Waldalgesheim                    | Patria – Gänz, Braun (55. Sawin), Fennel, Förstel – Czerwionka (66. Stavridis), Haas, Walther, Heeg (117. Schmidt) – Breier (95. Balder), Riemer Cheftrainer: Aydin Ay | Kroll – Gopko (51. Auracher), Kizilyar, Maas, Stulin – Zinram, Pinheiro, Afari (91. Himmel), Straub (118. Nag) – Dorow (84. Ando), Gösweiner Cheftrainer: Steven Jones | VfR Wormatia Worms |
| SV Alemannia Waldalgesheim                    | 1:1 (87.) Patrick Walther | 0:1 (25.) Maas 1:2 (94.) Ando 1:3 (116.) Auracher | VfR Wormatia Worms |
| 21. Mai 2018 um 12:30 Uhr in EWR-Arena, Worms | | |                    |
| Ergebnis: 1:3 n. V. (1:1, 0:1)                | | |                    |
| Zuschauer: 3.393                              | | |                    |
| Schiedsrichter: Patrick Kessel (Hüffelsheim)  | | |                    |